# Кренидовка (Середино-Будский район)
Кренидовка (укр. Кренидівка) — село,
Кренидовский сельский совет,
Середино-Будский район,
Сумская область,
Украина.
Код КОАТУУ — 5924482801. Население по переписи 2001 года составляло 391 человек .
Является административным центром Кренидовского сельского совета, в который, кроме того, входят сёла
Василевское,
Мефодовка,
Украинское,
Червоное и
Четвертаково.

## Географическое положение
Село Кренидовка находится в 3,5 км от правого берега реки Свига.
На расстоянии в 2 км расположено село Мефодовка.
По селу протекает пересыхающий ручей с запрудой.

## История
Если верить показаниям местных жителей, которые они давали в ходе Генерального следствия о маетностях Стародубского полка 1729 года, Кренидовка «при владении польском не была поселена, однако через несколько лет после владения польского житель деревни Доматканово Новгород-Северского уезда, прозываемый Кренида, на грунтах войскового села Очкино осадил её слободою».
На протяжении нескольких лет со дня основания Кренидовка пребывала «в диспозиции и власти гетманской и войсковой под ведомством старшины новгородской», а в конце XVII века была пожалована гетманом Мазепой писарю Новгородской сотни Ивану Лысому. В его владении она находилась около семи лет, после чего была возвращена в «диспозицию войсковую под ведомство ратуши новгородской», и в 1702 году пожалована Иваном Мазепой «за службы войсковые» стародубскому полковому хорунжему Ивану Юркевичу.
19 марта 1706 года Иван Юркевич погиб в бою под Несвижем. После его смерти Кренидовка была закреплена универсалом гетмана Мазепы от 21 июня 1706 года за его женой Зиновией Афанасьевной Юркевич, а 4 января 1709 года подтверждена за ней универсалом гетмана Скоропадского.
Однако уже через несколько лет Иван Скоропадский отобрал Кренидовку у Зиновии Юркевич и пожаловал её канцеляристу войсковой генеральной канцелярии Григорию Михайлову, который владел ею около одиннадцати лет. После его смерти село непродолжительное время оставалось во владении его жены, о чём свидетельствуют данные ревизии 1723 года, в ходе которой в Кренидовке было выявлено 72 двора и 22 хаты, из которых «п. Григорьевой канцеляристовой» принадлежало 56 дворов и 22 хаты, а казакам – 16 дворов.
В 1725 году императрица Екатерина І пожаловала Кренидовку Василию Христичевскому, новгородскому сотнику с 1724 (1725) по 1727 гг. и с 1729 (1735) по 1738 гг., который был женат на дочери богатого стародубского войта Степана Спиридоновича Ширая – Прасковье. Прасковья Степановна имела плохую репутацию у местных жителей и проявляла по отношению к ним неоправданную жестокость при сборе налогов. В связи с этим они в 1733 году вынуждены были жаловаться на неё гетману Апостолу: «Як войдет она с братом своим Карпеченком у село, (то) збитечные и неналежные брат её аггравации чинит, от которого приезду завжды утекаем из села».
19 августа 1730 года гетман Данила Апостол закрепил Кренидовку за Василием Христичевским «в свободное и беспрепятственное владение», однако уже через год, 27 августа 1731 года, императрица Анна Иоанновна распорядилась отобрать её у Христичевского и возвратить детям полкового хорунжего Ивана Юркевича – значковым товарищам Николаю, Сафрону и Пантелеймону202. 10 сентября 1731 года гетман Апостол исполнил распоряжение императрицы и возвратил Юркевичам их кренидовские владения, за исключением владений 11 казаков: Петра Михиева, Ивана Барановского, Данилы Крижного, Петра Розумного, Евдокима Розумного, Герасима Чирка, Омеляна Синявского, Никиты Барановского, Гришка Наумова, Гришка Козелченко, Ефима Материнки, Сазона Кривого и Кондрата Литвина, которые сохранили за собой свои земли, сенокосы и пастбища.
На момент проведения Румянцевской описи Малороссии 1765–1768 гг. в Кренидовке числилось 17 дворов и 63 бездворные хаты, из которых Василию Христичевскому принадлежало 6 дворов и 1 бездворная хата, войсковому товарищу Николаю Юркевичу – 2 двора и 21 бездворная хата, войсковому товарищу Якову Юркевичу – 4 двора и 13 бездворных хат, войсковому канцеляристу Иосифу Юркевичу – 28 бездворных хат и казакам – 5 дворов, а на момент описания Новгород-Северского наместничества 1779–1781 гг. – 88 дворов, 93 хаты и 1 бездворная хата, из которых за Марией Юркевич числилось 15 дворов, 15 хат и 1 бездворная хата, за войсковыми товарищами Яковом и Лукьяном Юркевичами – 14 дворов и 15 хат, за войсковыми канцеляристами Иосифом и Гаврилом Юркевичами – 19 дворов и 19 хат, за умершим войсковым товарищем Николаем Юркевичем – 7 дворов и 7 хат, за капитаном Христичевским-Глазовым – 26 дворов и 26 хат, за казаками – 2 двора и 5 хат и за подпомощниками – 5 дворов и 6 хат. Кому принадлежала Кренидовка после указанного времени, точно неизвестно.
Накануне отмены крепостного права, в 1859 году, в ней числилось 95 дворов, в которых проживало 320 мужчин и 360 женщин. Большинство из них были крепостными и принадлежали А. А. Юркевичу, И. А. Юркевичу, В. Ф. Юркевичу, К. Ф. Маевскому, З. И. Алёхиной, Е. В. Бадилевской, М. Г. Герстфельдт, Е. Г. Доппельмайеру, Е. Г. Пузановой, Е. А. Тернавской, М. О. Судиенко и другим помещикам.
После отмены крепостного права в Кренидовке начались стихийные выступления крестьян против местной власти, которые были вызваны резким ухудшением их материального положения, усилением эксплуатации со стороны помещичьих управляющих и распространившимися слухами о том, что в случае выполнения барщины их снова закрепостят.
Обеспокоенные этими обстоятельствами кренидовские крестьяне оставили работу в помещичьих экономиях и решительно заявили местным властям, что если их и дальше будут принуждать к барщине, они откажутся от земельного надела и от исполнения каких бы то ни было повинностей.
Выступления кренидовских крестьян были одними из первых в Новгород-Северском уезде и повлекли за собой волну протестов более чем в 20 населённых пунктах.
Издавна, до проведения Румянцевской описи Малороссии 1765–1768 гг., в Кренидовке уже действовала православная церковь деревянной постройки, носившая имя святой великомученицы Варвары, в которой на момент описания Новгород-Северского наместничества 1779–1781 гг. служил один священник и один причетник. Однако к середине позапрошлого века она обветшала, и на её месте в 1850 году была возведена новая церковь, которая в 1932 году сгорела от удара молнии.
По высочайше утверждённому расписанию приходов и причтов Черниговской епархии от 17 января 1876 года, Варваринская церковь входила в состав Кренидовско-Мефёдовского прихода, настоятелем которого в 1879 году был священник Николаевской церкви села Мефёдовки Василий Самбурский.
В разное время в церкви служили Николай Симеонтовский (? – 1895 – ?), Стефан Ковтунов (? – 1900–1901 – ?) и другие священники.
В 1893 году в Кренидовке была открыта земская школа, в которой в 1896–1897 учебном году обучалось 35 мальчиков и 2 девочки, а в 1901 году – 46 мальчиков и 5 девочек. Школа находилась в общественном доме и содержалась за счёт средств земства в сумме 150 руб. и сельского общества в сумме 135 руб.

## Экономика
- Свино-товарная ферма, машинно-тракторные мастерские.
- ООО «Прогресс».